# Telmabates
Telmabates — викопний рід гусеподібних птахів вимерлої родини Presbyornithidae. Це напівводні птахи, що існували на початку еоцену (56-48 млн років тому) у Південній Америці. Описано два види — Telmabates antiquus та Telmabates howardae. Їхні рештки знайдені у 1955 та 1970 роках в озерних відкладення формування Касамайор поблизу селища Каньядон Хондо в Патагонії на півдні Аргентини.